# A Study in Pink
A Study in Pink is de eerste aflevering van het eerste seizoen van de televisieserie Sherlock, die voor het eerst werd uitgezonden op 25 juli 2010. 

## Verhaal
In de eerste aflevering keert de in Afghanistan verwonde militaire dokter John Watson terug naar Londen. Hij komt een oude vriend tegen die hem voorstelt aan de wonderbaarlijke man Sherlock Holmes. Beide heren zoeken goedkope (gedeelde) accommodatie en Holmes stelt voor om te gaan kijken naar een appartement in het huis van Mrs Hudson, een vrouw die Holmes een aantal jaar daarvoor een gunst heeft gedaan. Zo komen de twee te wonen op het beroemde adres Baker Street 221B.
Meteen hierna volgt de eerste zaak waaraan Holmes en Watson samen werken (losjes gebaseerd op het boek A Study in Scarlet). Inspecteur Lestrade vraagt om een interventie door Holmes over drie identieke zelfmoorden en een vierde, verdachte, dood van Jennifer Wilson. Al stervende kraste Jennifer 'Rache' met haar nagels in de houten vloer. Na een kort onderzoek weet Holmes meer over de dode vrouw in roze te vertellen dan Lestrade zou kunnen na drie dagen onderzoek. Zo weet hij door haar vochtige jas en kraag te ontdekken dat de vrouw uit Cardiff komt, kan hij aan haar trouwring zien dat ze al meer dan tien jaar ongelukkig getrouwd is en dat ze een hoop minnaars heeft. Watson heeft een ontmoeting met Holmes' machtige (en misschien zelfs nog meer getalenteerde) broer Mycroft. Holmes weet ook de verloren koffer van Jennifer Wilson te vinden, maar haar telefoon ontbreekt. Na het versturen van een sms'je naar deze telefoon, met de vraag om ergens af te spreken, belt iemand terug, en Holmes leidt hieruit af dat de moordenaar de telefoon moet hebben. Na een doldwaze achtervolging (te voet) van de taxi die stopte op het afgesproken adres (maar zonder resultaat), keren Holmes en Watson terug naar Baker Street, waar Lestrade bezig is met een neppe drugsinval. Holmes ontdekt uiteindelijk dat 'Rachel' (wat Jennifer Wilson eigenlijk in de grond wilde krassen) het wachtwoord is waarmee ingelogd kan worden op een webpagina. Hiermee kan Holmes zien waar de telefoon op dat moment is. Tot zijn verbazing blijkt dat de telefoon in Baker Street 221B is. Holmes bedenkt zich dan dat de moordenaar een taxichauffeur is, en toevallig heeft zich op dat moment ongevraagd een taxichauffeur (een rol van Philip Davis) aangediend. Holmes stapt bij de chauffeur in de taxi en die brengt hem naar een lege school. De chauffeur blijkt een terminaal zieke seriemoordenaar te zijn. Hij vermoordt mensen door hen een keuze te bieden tussen twee pillen. De pil die ze niet kiezen, neemt hij zelf in. Holmes vraagt hem waarom hij dit doet, en de chauffeur vertelt hem dat een 'fan' van Holmes de kinderen van de 'dead man walking' geld betaalt voor iedere moord die hij pleegt. De chauffeur biedt Holmes dezelfde keuze. Holmes staat op het punt weg te gaan, maar de chauffeur verleidt hem tot het maken van een keuze. De twee staan op het punt hun pillen in te nemen als Watson de moordenaar vanuit een ander gebouw neerschiet. Voordat de chauffeur sterft, doet Holmes hem genoeg pijn om de naam van zijn 'fan' te leren kennen: Moriarty.

## Rolverdeling

### Hoofdrol
- Benedict Cumberbatch als Sherlock Holmes
- Martin Freeman als Dokter John Watson

### Gastrol
- Rupert Graves als DI Lestrade
- Una Stubbs als Mrs. Hudson
- Louise Brealey als Molly Hooper
- Vinette Robinson als Sgt Sally Donovan
- Jonathan Aris als Anderson
- Phil Davis als Jeff Hope
- Mark Gatiss als Mycroft Holmes
- Lisa McAllister als Anthea